# Leopard TOGT Pro Cycling
Leopard TOGT Pro Cycling — датская команда по шоссейному велоспорту, основанная в 2023 году на базе Riwal Cycling Team и Leopard Pro Cycling, базировавшаяся в Оденсе и имевшая статус континентальной команды UCI. Команда просуществовала один сезон 2023 года.

## История команды
Датская команда Riwal Cycling Team и люксембургская Leopard Pro Cycling в 2022 году с трудом находили спонсоров, чтобы перевести свои команды на уровень UCI ProSeries. В августе 2022 года компания Riwal объявила, что с конца года перестанет быть именным спонсором датской команды.
В мае 2022 года команды начали обсуждать возможность слияния, и уже после летних каникул всё было согласовано. Годичные контракты были подписаны с 16 гонщиками, из которых восемь, по четыре от каждой команды, перешли в новую команду. Менеджером команды стал Маркус Зинген из Leopard, а спортивным директором — датчанин Себастьян Андерсен. За командой стояла компания Pace Pro Cycling ApS, получившая датскую лицензию. Штаб-квартира Leopard находилась в небольшом городке Ховальд на юге Люксембурга.
В середине октября 2022 года эти две команды объявили об объединении и создании новой команды под датской лицензией. На тот момент название команды ещё не было окончательно утверждено. 13 января 2023 года на сайте UCI было опубликовано название Leopard TOGT Pro Cycling. Спонсорами названия стали люксембургский производитель безалкогольных напитков Leopard и застройщик недвижимости TOGT из Оденсе. Компания TOGT принадлежит генеральному директору команды, Могенсу Твескову, и его сестре Луизе. Велосипедная команда принадлежала Pace Pro Cycling ApS, где Твесковы имели более половины собственности через TOGT. После того как поиски новых спонсоров не увенчались успехом, владельцы команды приняли решение закрыть её по окончании единственного сезона 2023 года.

## Рейтинги UCI
Команда участвовала в соревнованиях UCI, в частности в континентальном туре UCI. В таблицах ниже представлены рейтинги команды на различных трассах, а также её лучший гонщик в личном зачёте.
| Европейский тур UCI | Европейский тур UCI | Европейский тур UCI      | Европейский тур UCI |
| Год                 | Командный рейтинг   | Лучший гонщик в рейтинге |                     |
| ------------------- | ------------------- | ------------------------ | ------------------- |
| 2023                | 19-й                | -                        |                     |
|                     |                     |                          |                     |
| Источник: UCI       |                     |                          |                     |

Команда также входит в Мировой рейтинг UCI, который учитывает все соревнования UCI и касается всех команд UCI.
| Мировой рейтинг UCI | Мировой рейтинг UCI | Мировой рейтинг UCI      | Мировой рейтинг UCI |
| Год                 | Командный рейтинг   | Лучший гонщик в рейтинге |                     |
| ------------------- | ------------------- | ------------------------ | ------------------- |
| 2023                | 44-й                | Матиас Брегнхой (322-й)  |                     |
|                     |                     |                          |                     |
| Источник: UCI       |                     |                          |                     |

## Сезон 2023
| Состав 2023                        | Состав 2023      | Состав 2023                     | Состав 2023 |
| Гонщик                             | Дата рождения    | Предыдущая команда              |             |
| ---------------------------------- | ---------------- | ------------------------------- | ----------- |
| Тобиас Огорд Хансен                | 10 марта 2002    | Uno-X DARE Development (2022)   |             |
| Лоик Беттендорфф                   | 28 апреля 2001   | Riwal Cycling Team (2022)       |             |
| Матиас Брегнхой                    | 11 ноября 1995   | Riwal Cycling Team (2022)       |             |
| Колин Хедершейд                    | 28 января 1998   | Leopard Pro Cycling (2022)      |             |
| Оливер Кнудсен                     | 8 января 1999    | Restaurant Suri-Carl Ras (2022) |             |
| Мадс Эстергор Кристенсен           | 26 января 1998   | ColoQuick (2022)                |             |
| Мил Моранг                         | 15 сентября 2004 | UC Dippach (2022)               |             |
| Том Паке                           | 28 июня 2002     | Team U Nantes Atlantique (2022) |             |
| Седрик Прист                       | 25 октября 2000  | Leopard Pro Cycling (2022)      |             |
| Робин Юэль Скивилд                 | 21 августа 2001  | Uno-X DARE Development (2022)   |             |
| Андреас Стокбро                    | 8 апреля 1997    | Team Coop (2022)                |             |
| Каспер Сёгор                       | 12 сентября 2001 | Riwal Cycling Team (2022)       |             |
| Тим Торн Тойтенберг (1 янв–31 июл) | 19 июня 2002     | Leopard Pro Cycling (2022)      |             |
| Ник ван дер Лейке                  | 23 сентября 1991 | Regio Zuid-Limbourg (2022)      |             |
| Эмиль Виньебо                      | 24 марта 1994    | Riwal Cycling Team (2022)       |             |
| Матс Венцель                       | 19 декабря 2002  | Leopard Pro Cycling (2022)      |             |
| Мигель Хайдеманн (9 мар–31 дек)    | 27 января 1998   | B&B Hotels-KTM (2022)           |             |
|                                    |                  |                                 |             |
| Источник: ProCyclingStats          |                  |                                 |             |

| 5 мар  | Гран-при Лиллера - Сувенир Бруно Комини | 1.2 | Андреас Стокбро          |
| 26 мар | Олимпия Тур, генеральная классификация  | 2.2 | Матиас Брегнхой          |
| 7 апр  | Круг Арденн, 2-й этап                   | 2.2 | Матиас Брегнхой          |
| 9 апр  | Круг Арденн, генеральная классификация  | 2.2 | Матиас Брегнхой          |
| 27 апр | Тур Бретани, 3-й этап                   | 2.2 | Мадс Эстергор Кристенсен |
| 19 май | Флеш дю Сюд, 2-й этап                   | 2.2 | Матиас Брегнхой          |
| 3 сен  | Гйельне Гутуэр                          | 1.2 | Андреас Стокбро          |